# Шут (реслинг)
Шут (англ. Shoot) — в профессиональном реслинге означает любое незапланированное, ненаписанное или реальное событие проводимое в рамках рестлинг шоу. Этот шутливый термин, сокращенный от словосочетания «прямой стрельбы (англ. straight shooting)», который первоначально относился к оружию в карнавальной игре в стрельбе по мишеням, у которого не было фиксированного прицела (подобная терминология отражает корни индустрии профессионального рестлинга в передвижных карнавалах). Этот термин стал означать как легитимную атаку или драку в профессиональном реслинге, и его значение стало расширяться, включая в себя в целом незапланированные события. Противоположность шута — является другой термин из реслинга Ворк (англ. Work). Учитывая историю профессионального рестлинга шутов и хукеров (англ.hookers- означает проститутка), рестлеров с элитными навыками грэпплинга, а также недавний рост рестлинга в стиле шут и смешанных единоборств, этот термин также может быть связан с «шутом» для тейкдауна.

## Происшествия
Профессиональный реслинг — это больше всего постановочное развлечение, нежели чем спортивное соревнование. Практически в нём все моменты тщательно проработаны (как часть шоу), и шуты происходят крайне редко. Шуты в большей степени противоречат природе данного бизнеса, подобно тому, как актер рекламирует или бросает своего персонажа во время представления. Рестлеры, которые исполняют шут во время рестлинга, часто наказывают (часто снижением заработной платы или понижением до дебютных боев) или даже увольняют, поскольку на них нельзя будет положиться в том, что они и дальше будут действовать в соответствии с пожеланиями букеров. Шуты происходят в моментах, когда рестлеры перестают друг друга взаимодействовать в матче. Это может произойти, по причине того чтобы преподать «урок» одному из рестлеров, или если у рестлера возникли проблемы с промоутером и он намеренно выставляет матч в плохом свете.

### Вмешательство фанатов
Технически данный термин применим только в отношении к рестлерам, когда толпа также совершает выбеги на ринг, вмешиваясь в ход событий, обычно нападая или пытаясь напасть на рестлера. Вмешательство фанатов и насилие были распространены ещё на северо-востоке и юге Соединенных Штатов с середины до конца 20-го века, где многие территории рестлинга стали известны тем, что превращались в жестокие и бешеные действия, яростно лояльной аудитории, которая в значительной степени верила в то, что она видит.
В 1987 году в матче в стальной клетке проводимый между «Великолепным» Джимми Гарвином и Риком Флэром в матче за мировой титул NWA проходивший в Гринсборо, Северная Каролина, фанат попытался забраться в клетку, чтобы помочь Гарвину. Но вскоре фанат был остановлен Дэвидом Крокеттом, который объявлял матч вместе с Тони Скьявоне, прямо перед тем, когда фанат собирался войти в клетку.
В 1988 году во время матча в стальной клетке проводимый между «Мачомэном» Рэнди Сэвиджем и «Человеком на миллион долларов» Тедом Дибиаси в нью-йоркском «Мэдисон-сквер-Гардене» фанат перепрыгнул через ограждение в самый напряженный момент матча. Этот инцидент Дибиаси описывал в своей автобиографии, когда он крикнул Вирджилу (телохранителю Дибиаси, который пытался вмешаться в матч), чтобы тот сбил мужчину с ног, что он и сделал, прежде чем охрана увела подозреваемого, поскольку матч проходил так, как было задумано (Сэвидж сбил головы Дибиаси и Вирджила одновременно, прежде чем совершить побег из клетки).
В 2002 году во время лестничного матча между Эдди Герреро и Робом Ван Дамом фанат перепрыгнул через ограждение, войдя на ринг и опрокинув лестницу, в моменте когда на ней поднимался Герреро. Заметив, что происходит, Герреро приземлившись на ноги и несколько раз пнул фаната, прежде чем его увела охрана.
В августе 2015 года во время матча на хаус шоу WWE проходившего в Виктории Британская Колумбия, между Брэем Уайаттом и Романом Рейнсом произошел небольшой инцидент, когда Рейнс получил удар по голове металлической копией кейса Money in the Bank, брошенный в него фанатом. На мгновение Рейнс был ошеломлен от случившимся, но все же смог продолжить матч.

### Отработанные шуты
Отработанный шут — это термин, обозначающий любое событие, которое написано по сценарию творческой команды которое выходит за рамки как ненаписанное и, следовательно, выглядит так, как будто это происходит в реальной жизни, но на самом деле все это ещё является частью шоу. Это можно рассматривать как пример того, как сценаристы ломают четвертую стену и пытаются ухаживать за фанатами, которые заинтересованы в шутах (то есть событиях, выходящих за рамки традиционных поединков по реслингу на ринге). Примечательные характеристики фотосессии включают упоминание терминов и информации, обычно известных только инсайдерам отрасли и «умным» фанатам. Это сообщество «умных» фанатов рестлинга иногда называют «смарками» (англ.smark).
Яркий пример отработанного шута произошел на эпизоде Raw от 27 июня 2011 года, где Си Эм Панк выступил с промо, более широко известная как «пайпбомба». В ней Панк высказал свои претензии в отношение WWE в то время и объявил, что покинет промоушен через три недели после своего промо с Чемпионством WWE (Позже Панк подпишет новый контракт в течение этого периода времени); промо не было прервано, пока Панк не попытался упомянуть о проблемах с издевательствами внутри компании. Чтобы создать видимость легитимности, Панк получил кейфебное отстранение от лица компании после своего шут-промо.
Шоу GCW Bloodsport — это не что иное, как отработанные шут-матчи .

## Шут-интервью
" Шут-интервью " обычно их берут и публикуют кем-то, кроме самого реслинг-промоушена. Эти интервью берут обычно не по характеру, когда например у рестлера, промоутера, менеджера или другого инсайдера обычно берут интервью об их карьере и просят высказать свое мнение о рестлерах, промоушенах или конкретных событиях о их прошлом. Не смотря на то что некоторые рестлеры использовали эту возможность как оскорбить людей или промоушены, которые им вовсе не нравятся, но многие из них более приятны. Часто эти шуты выпускаются на DVD, попадают на YouTube или другие сайты для обмена видео, или как часть рестлинг-подкаста.
Хоть шут-интервью обычно происходят вне шоу, единственный редкий пример шут-интервью произошел во время телевизионного шоу 23 октября 1999 года, когда Дуг Гилберт, работавший тогда в мемфисском независимом промоушене Power Pro Wrestling, превратил телевизионное интервью, предназначенное для продолжения вражды с Брайаном Кристофером, в шут, которая вскоре привела к прекращению продвижения в промоушене. Гилберт публично раскрыл тот факт, что Джерри Лоулер, ранее владелец USWA, другого крупного промоушена в Мемфисе, являлся настоящим отцом Брайана — что являлось вопиющим нарушением кейфеба, изображение событий в профессиональном рестлинге как не инсценированных (в данном случае Брайан «не» был сыном Джерри). Также он сделал пренебрежительные замечания в адрес обоих Лоулеров, а также на букера промоушена Рэнди Хейлза.

## Шут-борьба
Исходя из этого родственного термина, шутер или шутер-боец — это не борец с репутацией несговорчивого, а тот, кто использует законные навыки подсечки в своем репертуаре. Эти рестлеры часто приобретают свои навыки в боевых искусствах (такие как Кен Шемрок или Джош Барнетт), рестлинге (Лу Тесз или Билли Робинсон) или любительской борьбе (Курт Энгл или Брок Леснар). Таких шутеров иногда называют носилками (англ. stretchers) (из-за их способности использовать законные захваты на своих противниках, чтобы растянуть их).
Несмотря на проработанный характер зрелища, шутеры существовали с ещё самого начала. Первоначально в National Wrestling Alliance мировой чемпион обычно был шутером или хукером (англ. «проституткой»), которые удерживал региональных чемпионов и других претендентов от попыток шута на них и выигрывал титул, когда они не должны были этого делать.
Использование термина «шутинг» для описания попытки тейкдауна с одной или двумя ногами (в законных боевых ситуациях, таких как смешанные единоборства) вдохновлено ранними профессиональными шутерами-рестлерами, которые часто использовали эти базовые борцовские шут-приемы на противнике (в отличие от более ярких тейкдаунов, используемых в боевых искусствах). совпадения, такие как суплексы).
Пример подобного шута произошел в записях на эпизоде SmackDown! от 4 ноября 2004 года, в Сент-Луисе, штат Миссури. Во время незаписанного эпизода программы Tough Enough Курт Энгл, бывший американский борец-любитель и золотой призёр Олимпийских игр 1996 года, вызвал финалистов на участие в соревнование упор-присев. Победителем данного соревнования стал Крис Навроцки и его призом, являлся матч против самого Энгла. Энгл быстро уложил Навроцки удушающим ударом гильотины, но Навроцки сумел добраться до канатов, вынудив Энгла разорвать захват. Затем Энгл сбил Навроцки с ног двойным тейкдауном, сломав ему ребра. Энгл нанес Навроцки ещё один удар гильотиной, после чего удержав его в процессе. После того, как Энгл победил Навроцки, Энгл начал бросать вызов другим финалистам шоу. Дэниел Пудер, американский профессиональный боец смешанных единоборств, принял вызов Энгла. Энгл и Пудер боролись за позицию, причем Энгл сбил Пудера с ног; однако в процессе Пудер заблокировал Энгла захватом кимуры. Когда Пудер лежал на спине, а рука Энгла была зажата в кимуре, Энгл толкнул плечи Пудера вниз, затем удержав его. Один из двух судей на ринге, Джим Кордерас, быстро досчитал до трех, чтобы закончить поединок, несмотря на то, что плечи Пудера не были полностью опущены на настиле, соединяясь в два. Позже Пудер утверждал, что он мог бы сломать руку Энглу на национальном телевидении, если бы Кордерас не прервал матч. Дейв Мельтцер и Дэйв Шерер дали следующие комментарии по этому поводу:

Это было по-настоящему. Если вы не следили за боем, то у Пудер держал Энгла в Кимуре, или кейлоке, как назвал бы это Тэзз, хотя Тэзз и не позволил бы, чтобы  данный ход был полностью выполнен. Энгл не только не выходил из поединка, но и большинство бойцов ММА уже нанесли бы ему удар. Энгл не мог бы выбраться по очевидным причинам. Судья сосчитал до трех, несмотря на то, что плечи Пудера не были полностью опущены, пытаясь положить этому конец, потому что реальность была такова, что Энгл лежал бы в операционной, если бы это продолжалось на несколько секунд дольше или если бы Пудер не сдался бы от захвата.— Дейв Мельтцер 

Как и следовало ожидать, Курт Энгл был не очень доволен за кулисами Smackdown после того, как его чуть не вынудили выйти на конкурсанта Tough Enough  Дэниела Пудера. Откровенно раздраженный, вероятно, было бы лучшим способом описать его настроение. Ненаписанный характер сценария соревнования был главной причиной того, что Энгл выглядел так плохо, поскольку Пудер просто отреагировал на ситуацию и мог бы заставить Энгла сдаться, если бы судьи не подумали быстро и не засчитали удержание, которой не было у Пудера.— Дэйв Шерер
Этот термин также часто используется фанатами рестлинга в другом определении (в данном случае, также известном как Шут-рестлинг) для обозначения соревнований по смешанным единоборствам, которые, хоть внешне они похожи на рестлинг матчи, но являются настоящими спортивными соревнованиями, а не вовсе спортивными развлечениями.

## Другие шуты
Примеры спонтанных событий, которые не являются шутами, включают ботчи рестлеров (более известны как неудачи) или матчи, в которых рестлеры достаточно хороши, что не нужно было планировать и репетировать заранее. В таких матчах рестлерах вступают в поединок, зная только продолжительность поединка и какой должен быть результат, и работают друг с другом, руководствуясь инстинктом и опытом, часто «вызывая точки» достаточно тихим голосом, чтобы толпа не могла услышать, пока они не достигнут концовки. Работа судьи обычно включает в себя напоминание им об ограничениях по времени и часто призыв к тому, чтобы матч «пошел домой» шел к намеченной концовке. Другой способ привлечения рефери — это если есть травма или один из борцов не реагирует на счет 10 или удержание. В некоторых промо судьям предписывается выносить решение независимо от предполагаемой концовки, в результате чего серия шутов заканчивается «неправильным» победителем или когда концовка матча отличается.
В шутах могут также участвовать те, кто даже не связан с рестлинг бизнесом. В 1984 году, во время съемок передачи 20/20 о профессиональном реслинге, репортер Джон Стоссел сделал замечание рестлеру Дэвиду «Доктор Д» Шульц, о том что реслинг является фальшивкой. Затем Шульц крикнув: «Ты думаешь, это фальшивка?», он дважды ударил его по лицу, а затем повалил на землю. Позже Штоссель утверждал, что он все ещё страдал от боли и шума в ушах через восемь недель после нападения. Однако Шульц утверждает, что он напал на Стоссела, только потому что этого хотел владелец компании WWF Винс Макмэн.